# Мельники (Синівська сільська громада)
Мельники (до 2015 року — Мельникове) — село в Україні, у Роменському районі Сумської області. Населення становить 165 осіб. Входить до складу Синівської сільської громади.
Після ліквідації Липоводолинського району 19 липня 2020 року село увійшло до Роменського району.

## Географія
Село Мельники розташоване на відстані 2 км від сіл Великого Лісу та Хоменкового.
По селу тече струмок, що пересихає із загатою. Поруч пролягає автомобільний шлях Т 1913.

## Історія
Село постраждало внаслідок голодоморів 1932–1933 та 1946–1947 років.
До 2018 року орган місцевого самоврядування — Підставська сільська рада.